# Ca’ Cassetti

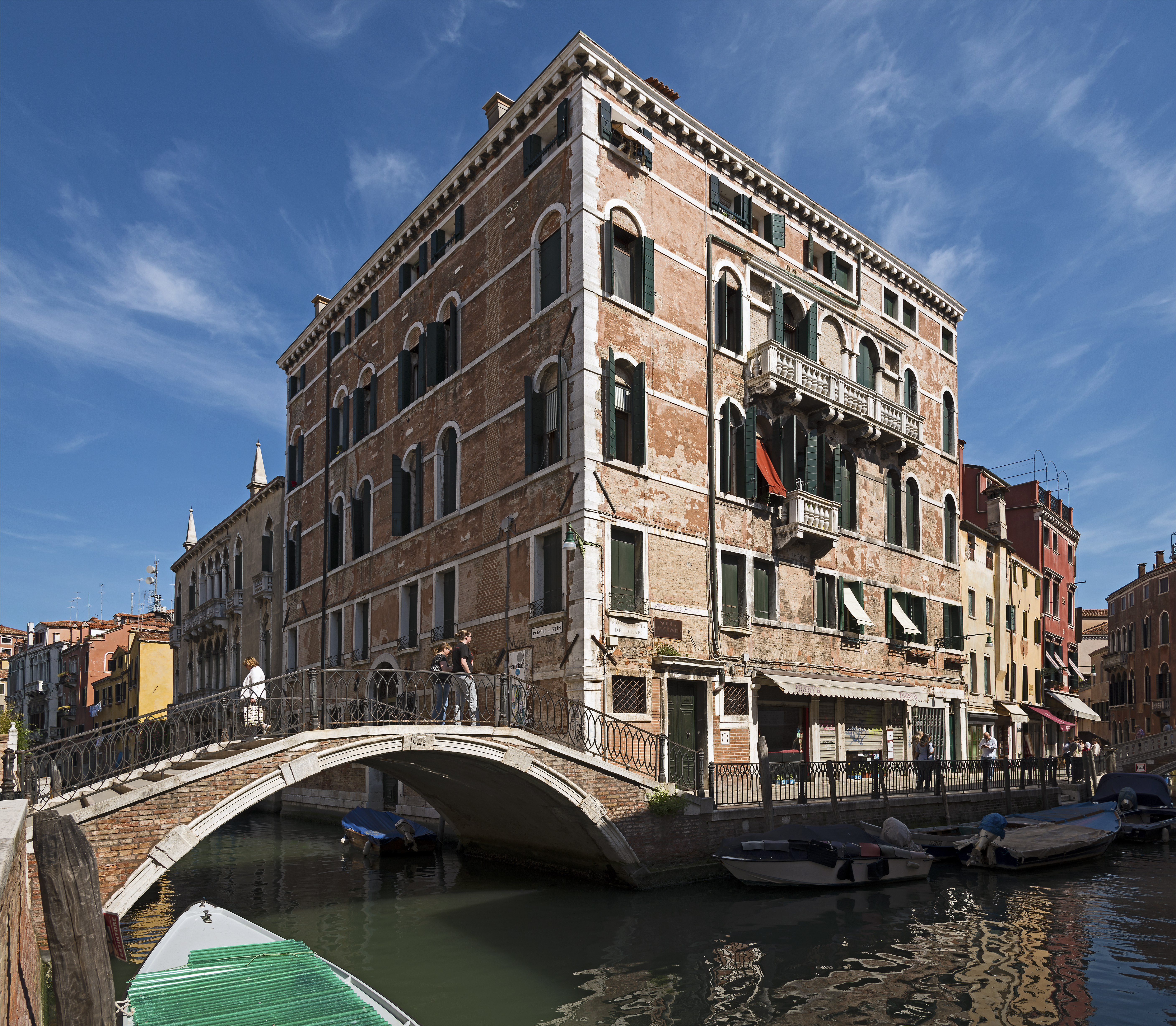
Ca’ Cassetti an der Ecke der beiden Kanäle mit dem Ponte San Stin über den gleichnamigen Kanal.

Ca’ Cassetti  ist ein Palast in Venedig in der italienischen Region Venetien. Er liegt im Sestiere San Polo mit Blick zum Rio de San Stin an der Ecke zum Rio die Frari in der Nähe des Campo San Stin an der gleichnamigen Brücke.

## Geschichte
Das Gebäude stammt aus dem 17. Jahrhundert. Es gehörte der Familie Cassetti, die ursprünglich aus Brescia stammte. Die Familie, die sich mit großem Erfolg im Seidenhandel betätigte, wurde 1662 gegen Zahlung von 100.000 Dukaten in den Stadtrat und damit in venezianische Patriziat aufgenommen und ließ den Palast für ihre Bedürfnisse als Patrizierfamilie umbauen. Heute ist er in verschiedene Wohnungen aufgeteilt.

## Beschreibung
Ca’ Cassetti ist ein großer Palast mit fünf Stockwerken: Erdgeschoss, Zwischengeschoss, zwei Hauptgeschosse und ein Zwischengeschoss unter dem Dach.
Die Hauptfassade zum Rio de San Stin ist eher einfach gestaltet und hat Gesimse als Geschosstrennung und im Erdgeschoss ein Portal zum Wasser.
Die Seitenfassade zum  Rio dei Frari zeigt im zweiten Hauptgeschoss ein ungewöhnliches, doppeltes venezianisches Fenster, das heute teilweise zugemauert ist. Es ist mit einem durchgehenden, vorspringenden Balkon versehen.